# 誘導加熱
誘導加熱（ゆうどうかねつ、英語: induction heating、IH）は、電磁誘導の原理を利用して、金属などを加熱することである。
これを利用した調理器具を電磁調理器（IH調理器）という。

## 原理
導線に交流電流を流すと、その周囲には向き及び強度が変化する磁界が発生する。発生した磁界の中に金属を置くと、電磁誘導により電流が流れる。金属には電気抵抗があるため、電力=電流2×抵抗 のジュール熱が発生し、金属は発熱する。調理などで金属を加熱したい場合に有効だが、変圧器のコアなどに誘導加熱が生じた場合は損失（ヒステリシス損）となる。効率を上げるため、磁界を発生させるための導線はコイル状にするのが一般的である。
通常の誘導加熱ではコイルの真中に金属を置くが、IH調理器の場合は構造上コイルの上に金属が置かれる（上図参照）。

## 誘導加熱の応用

### 一般家庭での応用
- 電磁調理器（IH調理器）
- IH式電気炊飯器

### 産業界での応用
以下の領域で利用され、作業員について就労制限や特殊健康診断の対象でもなく、電磁波に起因する安全性については問題ないとされている。
- 溶接 - 高周波誘導溶接（高周波誘導圧接）で使われる
- 溶解
- 焼きばめ - シャフトにリング状の物を強固にはめ込む際リングを短時間で全体を高温に加熱させシャフトへはめる
- 焼入れ - 高周波焼入れで使われる
- はんだ付け
- 誘導加熱ろう付け
- 合成樹脂製建物防水シートの機械固定工法
- 電子管等のゲッタの形成

## マイクロ波加熱との違い
電子レンジの原理であるマイクロ波加熱は、電磁波を利用して誘電体である不導体（水など）を加熱するもので、誘導加熱とは原理が異なる。